# Serbien i Eurovision Song Contest 2013
Serbien kommer att delta i Eurovision Song Contest 2013 i Malmö i Sverige. De kommer att representeras av gruppen Moje 3 med låten "Ljubav je svuda".

## Beosong 2013

### Upplägg
Den 14 november 2012 bekräftade RTS sitt deltagande i tävlingen år 2013. Den 28 november meddelade RTS att man kom att välja sitt bidrag genom en nationell uttagning. Uttagningen kom att hållas i två dagar under musikfestivalen Beosong 2013 i mars 2013. På grund av ekonomiska skäl kom uttagningen att filmas i RTS studio i Belgrad. Uttagningen kom att bestå av en semifinal den 2 mars och en final den 3 mars. 15 bidrag deltog i semifinalen och 5 kom med hjälp av SMS-röster att ta sig vidare till finalen. Väl i finalen utsågs vinnaren med hjälp av 100% SMS-röster.

### Bidrag
Bidrag kunde skickas in mellan den 1 december 2012, den dag då reglerna för uttagningen släpptes, och den 20 januari 2013, vilket dock utökades till eftermiddagen den 21 januari. Den 18 januari avslöjades det att namnen på alla artister och låtskrivare som ansökt att få delta i uttagningen skulle släppas den 23 januari. Den 28 januari meddelade RTS att man totalt fått in 171 bidrag till uttagningen. En jury lyssnade på alla bidrag som skickats in och valde de 15 som fick vara med i uttagningen. Juryn bestod av Biljana Krstić, Momčilo Bajagić, Vladimir Maričić, Dragoslav Stanisavljević och Dobroslav Predić. Den 31 januari avslöjade RTS alla 15 semifinalster. Den 6 februari avslöjades även alla bidragens låtskrivare.

#### Artister
Bland de artister som skickade in bidrag till uttagningen och kom med fanns Mirna Radulović, Nevena Božović & Sara Jovanović (Moje 3), tre finalister från talangtävlingen Prvi glas Srbije, som skickade in ett bidrag tillsammans som en trio. Dušan Svilar, vinnare av talangtävlingen Zvezde Granda, skickade in ett bidrag som kom med.
Bland de som skickade in bidrag och inte kom med i tävlingen fanns Danijel Pavlović, bror till Marija Šerifović som representerade Serbien i Eurovision Song Contest 2007 med låten "Molitva" och vann hela tävlingen. Låten som han försökte få med var komponerad av honom själv medan texten var skriven av Marina Tucaković som skrev Serbiens Eurovisionsbidrag både år 2010 och 2012. Nenad Cvijetić skickade in ett bidrag som inte kom med.

### Semifinal
Semifinalen hölls den 2 mars 2013 och 5 av bidragen tog sig vidare till finalen.
| Nr | Artist              | Låt                     | Musik & Text (m & t)                                        |
| -- | ------------------- | ----------------------- | ----------------------------------------------------------- |
| 1  | Moje 3              | "Ljubav je svuda"       | Saša Milošević Mare (m), Marina Tucaković (l)               |
| 2  | Igor Terzija        | "Moja svetlosti"        | Aleksandar Filipović (m), Rastko Savić (t)                  |
| 3  | Maja Nikolić        | "Blagoslov"             | Marc Paelinck (m), Maja Nikolić (t)                         |
| 4  | Kal                 | "Usne kadifa"           | Dragan Ristić (m), Dušica Milanović - Marika (t)            |
| 5  | Nenad Milosavljević | "Ruža od baruta"        | Nenad Milosavljević (m/t), Vladimir Dulović (t)             |
| 6  | Saška Janković      | "Duga u tvojim očima"   | Slobodan Boban Petrović (m/t)                               |
| 7  | Dušan Zrnić         | "Što prolazim"          | Ana Bojić Mrđen (m/t)                                       |
| 8  | Maja Odžaklijevska  | "Anđeo s neba"          | Nikola Burovac (m), Sonja Buljan (t)                        |
| 9  | Dušan Svilar        | "Spas"                  | Marko Đurašević Mahoni (m), Rastko Savić (t)                |
| 10 | Sky's               | "Magija"                | Sky Wikluh (m/t)                                            |
| 11 | Ksenija Kočetova    | "Svetla pale se za nas" | Maksim Kočetov (m), Ksenija Kočetova (t), Toni Malbašić (t) |
| 12 | Marija Mihajlović   | "Halo"                  | Nikola Čuturilo (m/t)                                       |
| 13 | Aleksandra Dabić    | "Savršen kraj"          | Dobrivoje Marić – Čarli (m/t)                               |
| 14 | Kristina Savić      | "Za tebe živim"         | Vojkan Borisavljević (m), Vladan Savić (t)                  |
| 15 | Žarko Stepanov      | "Tren"                  | Ivan Ilić (m/t)                                             |

### Final
Finalen gick av stapeln den 3 mars 2013 vid RTS studio i Belgrad. Finalen leddes av Maja Nikolić. I finalen gällde enbart SMS-röster, där endast 5 SMS fick skickas per telefon. 
| Nr | Artist            | Låt                   | Musik & Text (m & t)                          | SMS-röster | Plats |
| -- | ----------------- | --------------------- | --------------------------------------------- | ---------- | ----- |
| 1  | Saška Janković    | "Duga u tvojim očima" | Slobodan Boban Petrović (m/t)                 | 6 471      | 3     |
| 2  | SKY:s             | "Magija"              | Sky Wikluh (m/t)                              | 3 403      | 5     |
| 3  | Dušan Svilar      | "Spas"                | Marko Đurašević Mahoni (m), Rastko Savić (t)  | 20 298     | 2     |
| 4  | Marija Mihajlović | "Halo"                | Nikola Čuturilo (m/t)                         | 5 013      | 4     |
| 5  | Moje 3            | "Ljubav je svuda"     | Saša Milošević Mare (m), Marina Tucaković (t) | 25 959     | 1     |

## Vid Eurovision
Serbien har lottats till att framföra sitt bidrag i den andra halvan av den första semifinalen den 14 maj 2013 i Malmö Arena.